# 笑福亭智之介
笑福亭 智之介（しょうふくてい ちのすけ、1977年12月3日 - ）は兵庫県神戸市出身の落語家・プロマジシャン。本名は松本敏之（まつもと としゆき）。吉本興業（よしもとクリエイティブ・エージェンシー）所属。

## 来歴・人物
少年時代よりマジックに没頭。マジシャンを目指すも大学時代に入部した落語研究会で落語の魅力にとりつかれ、落語の世界に。落語はもちろん、タキシードを着ての「マジシャン」としての舞台も浸透しつつある。
師匠・仁智の「智」の字を貰い、「松智（まっち）」→「智まめ」→「智くび」を経て「智之介」になったという話をマクラでよく振っている。しかし、これは嘘である。
フジテレビのバラエティ番組、「爆笑レッドカーペット」に唯一の落語家として不定期出演していた。

## 略歴
姫路獨協大学で落語研究会に入り、大学2年時に学友杯落語トーナメントで優勝。卒業後、笑福亭仁智に弟子入りし、「智之介」を拝命する。
- 2000年　岡山の「よしもと三丁目劇場」にて初舞台。
- 2001年　文化庁移動芸術祭に参加。
- 2004年　文化庁移動芸術祭に参加。
- 2005年  高松のマジックバー「モメントス」にゲスト出演。
- 2007年　ニューヨーク・ブロードウェイにて「NY繁昌亭」に参加。

## 出演
- お昼だ ごきげんパラダイス（FMちゃお）
- どよーしよっと（西日本放送）
- 情報てんこもり　ラジオでDON（西日本放送）
- むかし少年もと少女（ラジオ関西）
- 吉本落語家全員集合!（毎日放送）
- ワイ!ワイ!ワイ!（ヨシモトファンダンゴTV）
- 都賀川からこんにちは（FMナダ）
- 姫路お城祭り完全生中継（姫路ケーブルテレビ）
- 日曜落語 〜なみはや亭〜（ABCラジオ）
- 丑三つ亭2（毎日放送）
- どすた★869（BAN-BANラジオ）
- 丑三つ昼亭（毎日放送）
- 仁鶴・裕子の午後の小径（ラジオ大阪）
- 林家染太のちょっと一息いい時間（FM千里）
- 爆笑レッドカーペット（フジテレビ）　キャッチコピーは「落語家 初上陸」→「落語家 再び上陸」

## イベント出演
- 三宮ピーズ寄席（神戸で奇数月に開催）